# Gabriel Marie Brideau
Gabriel Marie Brideau (Mortagne-au-Perche, gennaio 1844 – Londra, 1875) è stato un giornalista e rivoluzionario francese.
Partecipò alla Comune di Parigi.

## Biografia
Blanquista, il 14 agosto 1870 partecipò con Émile Eudes e altri al fallito tentativo di impadronirsi della caserma dei pompieri di La Villette, alla periferia di Parigi, e furono entrambi arrestati e condannati a morte il 29 agosto. La caduta dell'Impero gli salvò la vita, e i manifestanti lo liberarono dalla prigione il 5 settembre.
Delegato al Comitato centrale del venti arrondissement municipali, firmò l'Affiche rouge, che il 7 gennaio 1871 chiedeva le dimissioni del governo provvisorio. Con l'instaurazione della Comune, divenne commissario di polizia e il 14 aprile 1871 firmò l'ordine d'arresto di Gustave Chaudey.
Alla caduta della Comune, mentre la corte marziale lo condannava a morte in contumacia, fuggì a Londra, dove morì nel 1875.